# LEGO Creator
LEGO Creator è un videogioco sandbox per Microsoft Windows, che prevede la creazione di elementi virtuali LEGO. Il gioco non ha missioni, obiettivi, sfide o vincoli di denaro. Il gioco è stato pubblicato nel novembre 1998.

## Modalità di gioco
LEGO Creator è stato inizialmente concepito come una replica "Evergreen" del giocattolo fisico. A partire dal tema "Town", il gioco si espanderebbe ad ogni versione con l'aggiunta di ulteriori temi di prodotto. La funzionalità verrebbe inoltre migliorata con ogni "pacchetto di contenuti".
Alla fine però, i temi individuali sono rimasti indipendenti e l'enfasi si è spostata su un'esperienza di gioco ridotta sulla costruzione a mano libera. In origine, si era sperato che la vastità di un numero illimitato di mattoncini potesse compensare la perdita del contatto tattile, ma tale speranza era compromessa dai computer dell'epoca. I piani includevano la possibilità di creare contenuti, che potevano essere inseriti senza problemi in videogiochi Lego separati. Questo aspetto è stato abbandonato poiché la complessità di farlo è stata ulteriormente esplorata.
Quando il tema Harry Potter è stato introdotto nel gioco, la serie si era allontanata dalla premessa originale della costruzione LEGO a mano libera. Invece, il prodotto si è spostato verso un ambiente di costruzione più limitato, ma con un gameplay superiore.
Oltre ai normali mattoncini in un assortimento di colori, sono specificati i "Mattoncini d'azione", che si muovono o fanno rumore. Gli esempi includono cerniera, elica e sirena. C'è anche un "Mattoncino Destructa", una tessera 1x2 con un'immagine di dinamite sovrapposta su di essa. Può essere usato per distruggere i modelli in modalità di gioco, sebbene le creazioni del giocatore si ricostruiranno automaticamente quando tornerà in modalità Costruisci. Le Minifigure possono anche essere utilizzate e possono stare in piedi, sedersi o camminare e possono essere impostate per guidare veicoli su un sentiero o una strada. Nella modalità di gioco, le minifigure e i veicoli possono viaggiare nell'ambiente, è possibile interagire con mattoncini speciali. Il cielo può essere impostato dal giorno alla notte e il giocatore può controllare o vedere dalla prospettiva di qualsiasi minifigure impostata per muoversi, dai veicoli, e dalle telecamere di sicurezza. Le minifigure emettono suoni senza senso durante la modalità di riproduzione e il manuale di istruzioni del gioco spiega come sostituire i file audio per questi suoni con file personalizzati.

## Premi
LEGO Creator ha ricevuto 4 premi: Computer Game Developers Spotlight Award, Miglior nuovo gioco per bambini; CODIE Software Publishers Association Excellence in Software Awards, Best New Home Creativity Software (US); "Top 100 Family Tested", Family PC Magazine; e PIN Quality Mark Gold Award, Parents Information. È stato anche nominato al secondo premio annuale dei risultati interattivi come gioco per bambini dell'anno per computer.

## Seguiti
LEGO Creator ha avuto tre sequel.

### LEGO Creator: Knights' Kingdom
LEGO Creator: Knights' Kingdom è un videogioco di simulazione gestionale e di costruzione a tema medievale sviluppato da Superscape e pubblicato da LEGO Software nel 2000. È un videogioco autonomo sequel di "LEGO Creator" ed è basato sulla prima incarnazione del tema Knights 'Kingdom.

### LEGO Creator: Harry Potter

Logo del gioco

LEGO Creator: Harry Potter è un videogioco di simulazione di costruzione e gestione basato sul film Harry Potter del 2001  Harry Potter e la Pietra Filosofale e il marchio LEGO Harry Potter di set di blocchi da costruzione. È stato sviluppato da Superscape e pubblicato da LEGO Software alla fine del 2001 per Windows. È il primo gioco LEGO basato su una proprietà concessa in licenza. Nel gioco, il giocatore può costruire mondi a tema Harry Potter e completare le sfide.

### Creator: Harry Potter e la camera dei segreti
Creator: Harry Potter e la camera dei segreti è il seguito di LEGO Creator: Harry Potter, incentrato sul secondo film,  Harry Potter e la camera dei segreti. Questa è l'unica puntata di Lego Creator che non è stata sviluppata da Superscape, invece è stata sviluppata da Qube Software e pubblicata da Electronic Arts e LEGO Interactive.
Sebbene il sequel contenga molte delle funzionalità originali del gioco di debutto, sono state aggiunte ulteriori funzionalità secondarie per migliorare l'abilità creativa del giocatore, inclusi più modelli, più mondi e più minifigure. Alcuni personaggi o animali possono raggiungere determinate aree del gioco. Il completamento delle attività sbloccherà mondi e modelli diversi che il giocatore potrà utilizzare nel proprio mondo. Queste attività sono tutorial, che mostrano all'utente tutte le funzionalità del programma.